# Puchar Zdobywców Pucharów Maghrebu (1972)
Puchar Zdobywców Pucharów Maghrebu (1972) był 4. edycją tych historycznych rozgrywek piłkarskich. Turniej odbywał się w Casablance w Maroku. W rozgrywkach brały udział 4 zespoły. Puchar zdobyła drużyna Chabab Mohammédia. 

## Półfinały
Club Africain Tunis 1 - 1 (karne: 3 - 1)  USM Annaba

 Chabab Mohammédia 2 - 1  MC Alger

## Mecz o 3. miejsce
MC Alger 3 - 0  USM Annaba

## Finał
FAR Rabat 1 - 0  Club Africain Tunis